# 크림 수프
크림 수프(cream soup)는 크림, 라이트 크림, 우유를 주 재료로 사용하여 준비된 수프이다. 크림 수프가 퓌레가 된 이후처럼 조리 과정의 끝부분에 유제품이 첨가되기도 한다.
양파, 셀러리, 마늘가루, 셀러리솔트, 빠다, 베이컨 드리핑, 밀가루, 소금, 후추, 파프리카가루, 우유, 라이트크림, 육수와 같은 재료가 추가되기도 한다. 그 다음에 다양한 채소나 고기가 곁들여진다. 먹고 남은 채소나 고기가 크림 수프에 들어가기도 한다.

## 종류

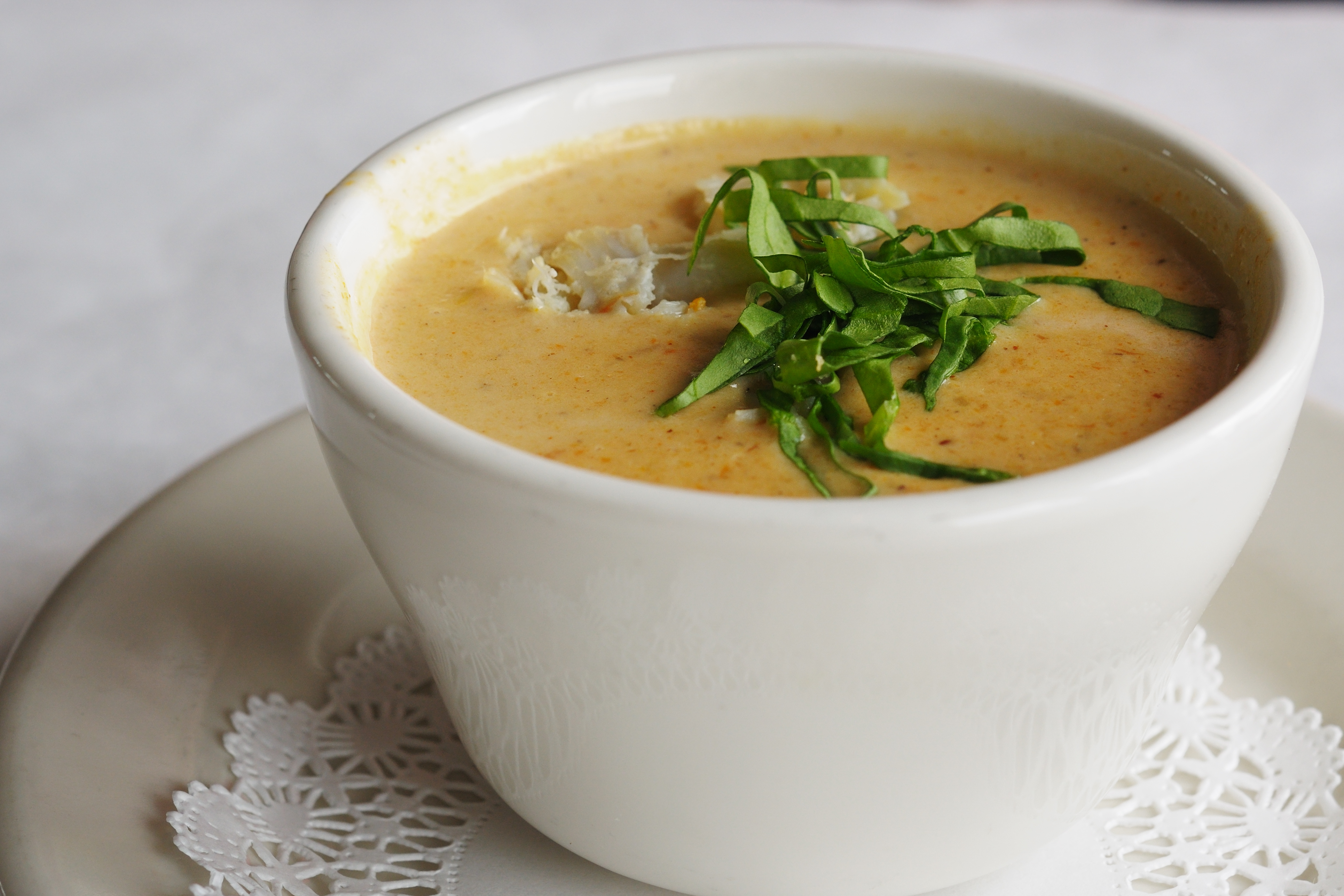
비스크 (음식)
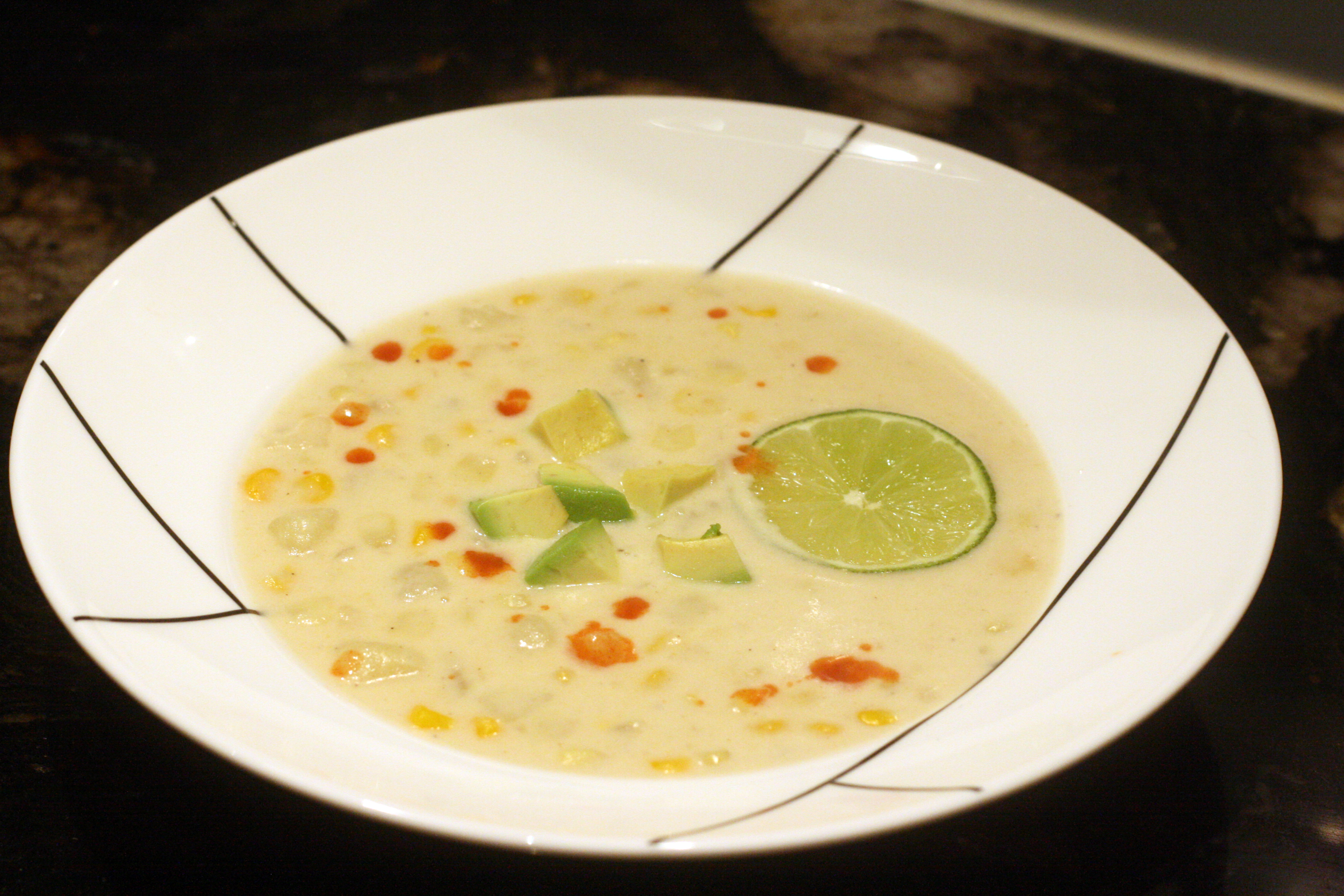
차우더
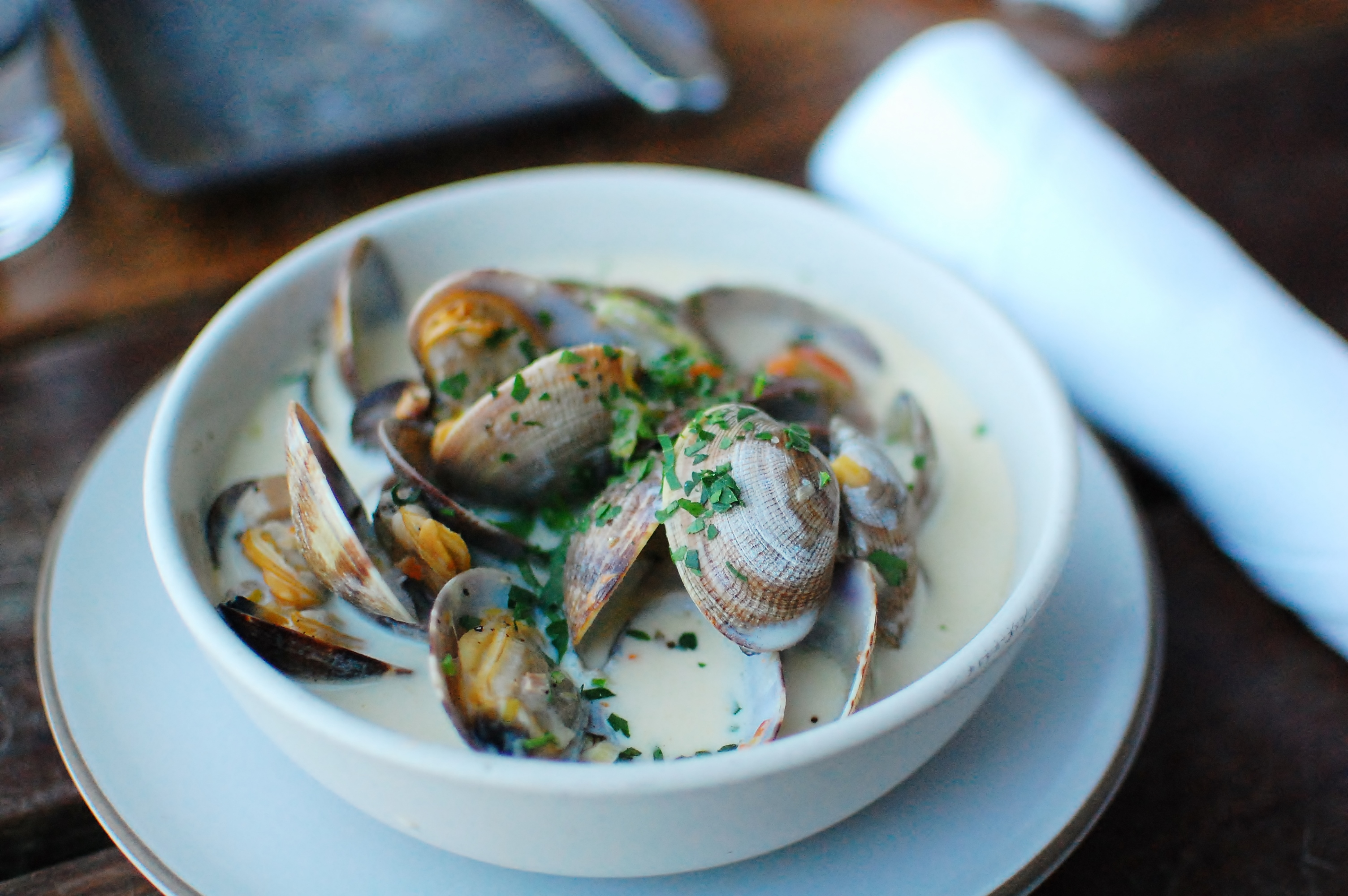
클램 차우더
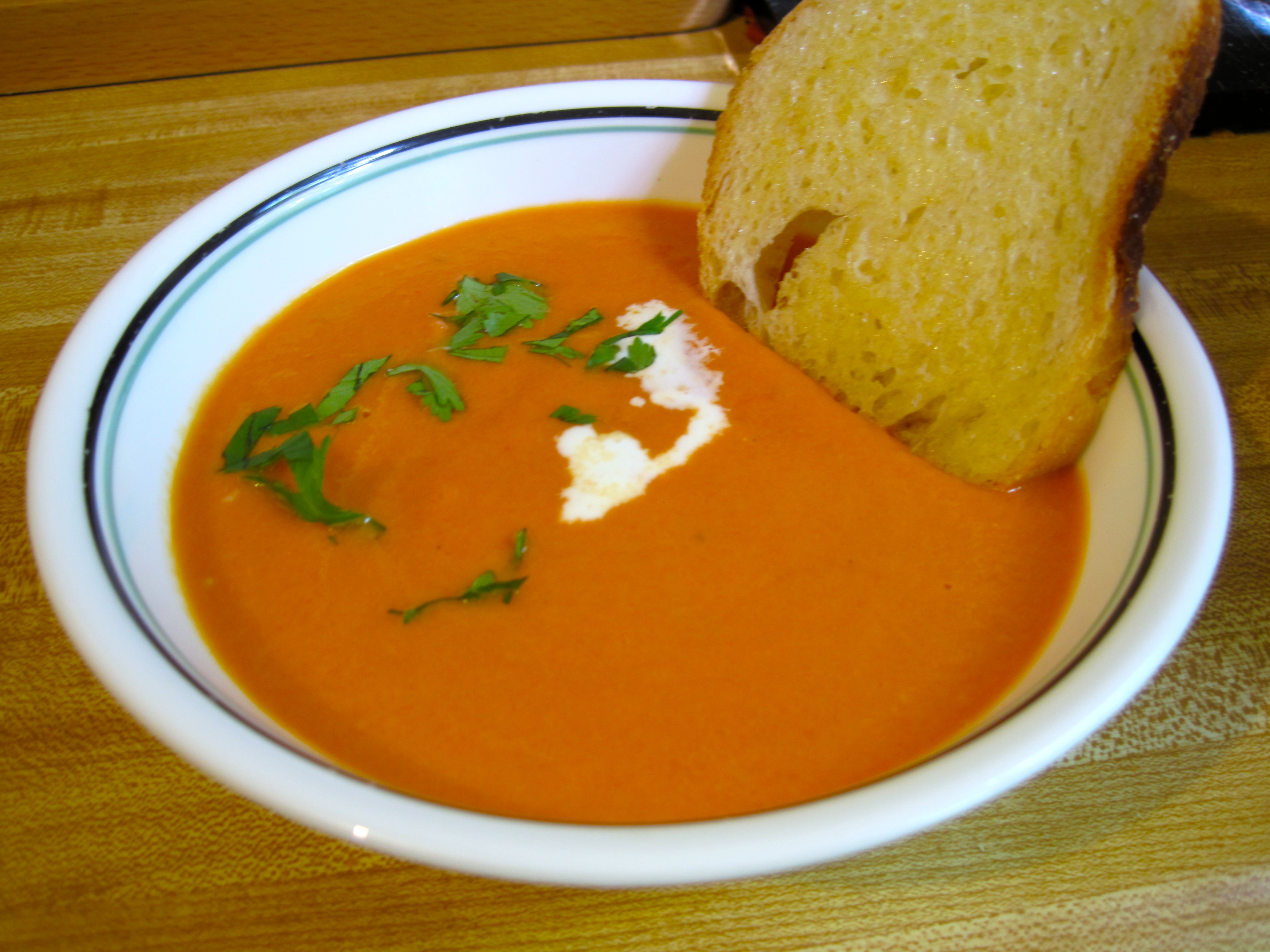
토마토 수프

## 같이 보기
- 크림드 콘
- 크림 소스